# Glyvrar
Glyvrar este un oraș din Insulele Faroe.